# Distrito de Łobez

La mapa del Voivodato de Pomerania Occidental que muestra la ubicación del distrito.

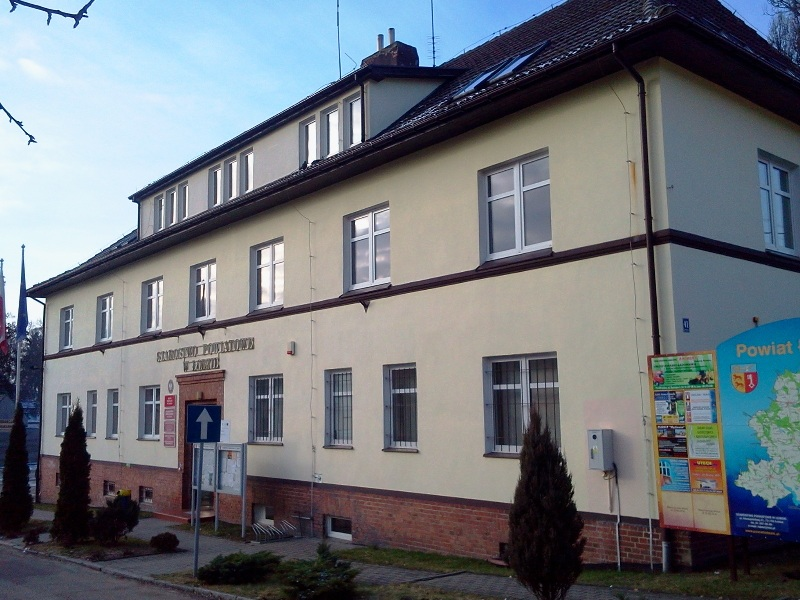
Ayuntamiento

El distrito de Łobez (polaco: powiat łobeski) es un distrito (powiat) en Polonia, en Voivodato de Pomerania Occidental. Fue creado en 2002 mediante una fusión de varios municipios (gminas) de los distritos de Goleniów, Gryfice y Stargard Szczeciński. El sede del distrito es Łobez.
El distrito de Łobez se divida en cinco municipios y cuatro ciudades separadas (Dobra, Łobez, Resko y Węgorzyno).
- Datos: Q1163159
- Multimedia: Powiat łobeski / Q1163159